# La Cocha megye
La Cocha egy megye Argentína északnyugati részén, Tucumán tartományban. Székhelye La Cocha.

## Népesség
A megye népessége a közelmúltban a következőképpen változott:
| Év   | Lakosság |
| ---- | -------- |
| 2001 | 17 665   |
| 2010 | 19 002   |